# Sasso di Toanella
Il Sasso di Toanella (2.430 m s.l.m.) è una montagna del Gruppo del Bosconero nelle Dolomiti. Si trova in Veneto (provincia di Belluno), interamente nel comune di Ospitale di Cadore.

## Salita alla vetta
La via normale è una ascensione di I e II grado per la parete est. La si affronta partendo dal Rifugio Bosconero.